# Be the Cowboy
Be the Cowboy è il quinto album della musicista indie rock nipponico-statunitense Mitski, pubblicato nel 2018. Nonostante sia meno personale rispetto al precedente, anche il quinto lavoro in studio dell'artista newyorkese è universalmente elogiato dalla critica, venendo inserito in moltissime liste dei migliori album dell'anno: Billboard (11º), Consequence (1º), Entertainment Weekly (4º), The Independent (24º), The New York Times (2º), Vice (34º), NOW (5º) NPR (2º), Paste (6º), Pitchfork (1º), Slant Magazine (7º), Stereogum (10º) e TIME (3º). Su Metacritic totalizza 87/100, punteggio basato su 30 recensioni.
| Recensione    | Giudizio |
| ------------- | -------- |
| AllMusic      | [ 1 ]    |
| Rolling Stone | [ 16 ]   |
| NOW           | [ 16 ]   |
| Q             | [ 16 ]   |
| The A.V. Club | A-       |
| The Guardian  | [ 16 ]   |
| Boston Globe  | [ 16 ]   |
| Pitchfork     | [ 16 ]   |
| Spin          | [ 16 ]   |
| PopMatters    | [ 16 ]   |

## Tracce
Testi e musiche di Mitski.
1. Geyser – 2:23
2. Why Didn't You Stop Me? – 2:21
3. Old Friend – 1:52
4. A Pearl – 2:36
5. Lonesome Love – 1:50
6. Remember My Name – 2:15
7. Me and My Husband – 2:17
8. Come into the Water – 1:32
9. Nobody – 3:13
10. Pink in the Night – 2:16
11. A Horse Named Cold Air – 2:03
12. Washing Machine Heart – 2:08
13. Blue Light – 1:43
14. Two Slow Dancers – 3:59

## Classifiche settimanali
| Classifica (2018-2021) | Posizione massima |
| ---------------------- | ----------------- |
| Belgio (Fiandre)       | 187               |
| Canada                 | 99                |
| Irlanda                | 56                |
| Lituania               | 29                |
| Regno Unito            | 64                |
| Stati Uniti            | 52                |
| US Independent Albums  | 3                 |
| US Tastemaker Albums   | 2                 |
| US Top Rock Albums     | 7                 |